# Десси, Даниэла
Даниэла Десси (итал. Daniela Dessì; 14 мая 1957, Генуя, Италия — 20 августа 2016, Брешиа, Италия) — итальянская оперная певица (лирико-драматическое сопрано).

## Биография
Окончила Пармскую консерваторию имени Арриго Бойто по классу пения и фортепиано, позднее — музыкальную академию Киджи в Сиене по классу камерного пения.
В 1980 году получила первый приз на международном конкурсе, который организовало телевидение Италии (RAI TV), и дебютировала партией Серпины в опере «Служанка-госпожа» итальянского композитора Джованни Баттиста Перголези.
В 1983 году дебютировала в театре «Ла Скала» в опере «Так поступают все», впоследствии освоила широчайший репертуар, включавший произведения многих композиторов, от Монтеверди до Прокофьева.
В июле 2016 года сообщила в своём Facebook, что вынуждена по состоянию здоровья прервать выступления до 8 октября, когда должен был состояться концерт в базилике Лорето. 
Скончалась в медицинском центре Poliambulanza в Брешии после скоротечной болезни. Похоронена на Монументальном кладбище в Брешии.
Имела ряд наград: Приз Goffredo Petrassi (2010), Награда Operaclick (2009),  Премия города Варезе(2009),Премия Музыкальной Академии (Флоренция 2007 ) Международная Премия Tito Schipa (2013)  Премия Джудитты Пасты.
Среди записей партии Джильды (дир. Мути), Елизаветы (дир. он же, обе EMI) и др.